# 孔多爾普紐納山
15°37′19″S 70°45′42″W / 15.62194°S 70.76167°W
孔多爾普紐納山（Kuntur Puñuna），是秘魯的山峰，位於該國南部普諾大區，由蘭帕省的聖盧西亞區負責管轄，屬於安地斯山脈的一部分，海拔高度4,800米。